# 하리 코스켈라
하리 마티아스 코스켈라(핀란드어: Harri Matias Koskela, 1965년 10월 8일~)는 핀란드의 전직 레슬링 선수이다. 1988년 하계 올림픽 그레코로만형 라이트헤비급에서 은메달을 획득했으며 세계 선수권 대회에서 은메달 2개,  유럽 선수권 대회에서 동메달 1개를 획득했다.